# Långtjärnen (Bjurholms socken, Ångermanland, 709574-164429)
Långtjärnen är en sjö i Bjurholms kommun i Ångermanland och ingår i Lögdeälvens huvudavrinningsområde.